# Wikipedija na mađarskom jeziku
Wikipedija na mađarskom jeziku, inačica wikipedije na mađarskom jeziku, započeta je 5. rujna 2001. godine. 
7. veljače 2007. je prešla prag od 50.000 članaka. Prag od 300.000 članaka je prešla u 2015. godini.
U studenom 2020. godine, brojala je više od 478.000 članaka.

## Povijest
Prvu Wikipediju vezanu uz mađarski jezik je 5. rujna 2001. stvorio Larry Sanger, tadašnji koordinator engleske Wikipedije. Stvorio je adresu http://hu.wikipedia.com/. U to vrijeme je još uvijek koristila UseModWiki. Mjesecima je bilo mnogo problema s vandalizmom.
Mađarska Wikipedija je pokrenuta 8. srpnja 2003. Na taj dan glavna stranica je postala dostupna na mađarskom jeziku, na svojoj današnjoj adresi hu.wikipedia.org/.

### Logo
- Prigodni znak povodom prvih 50.000 članaka
- Prigodni znak povodom prvih 100.000 članaka
- Prigodni znak povodom prvih 150.000 članaka
- Prigodni znak povodom prvih 200.000 članaka
- Prigodni znak povodom prvih 250.000 članaka
- Prigodni znak povodom prvih 300.000 članaka
- Prigodni znak povodom prvih 400.000 članaka

## Vanjske poveznice
- Wikipedija na mađarskom jeziku